# Adolf Butenandt
Adolf Friedrich Johann Butenandt (Bremerhaven, 1903. március 24. – München, 1995. január 18.) német vegyész. 1939-ben Leopold Ružičkával megosztva elnyerte a kémiai Nobel-díjat a nemi hormonokkal kapcsolatos kutatásaiért.

## Élete
Adolf Butenandt 1903. március 24-én született Bremerhaven külvárosában, Lehében (ma Wesermünde). Apja Otto Louis Max Butenandt üzletember, anyja Wilhelmina Thomfohrde volt. A középiskolát a bremerhaveni Oberrealschulében végezte, majd 1921-es érettségije után előbb a Marburgi Egyetemen tanult kémiát és biológiát, majd BSc diplomája után a Göttingeni Egyetemen szerzett 1927-ben doktori címet, ahol a Nobel-díjas Adolf Windaus tanítványa volt. Windaus elsősorban a szterolokat (pl. a koleszterint) és a hasonló szerkezetű D-vitaminokat kutatta; és bár Butenandt doktori disszertációját egy, a rovarirtókban használt vegyületről írta, ezután ő is a szterolokkal és szteroidokkal kezdett foglalkozni.

## Munkássága
PhD-jának megszerzése után a Göttingeni Egyetem Kémiai Intézetében kezdett dolgozni, kutatási témája a neki hormonok voltak. 1929-ben sikerült izolálnia és kristályosítania az ösztront, kevéssel megelőzve az amerikai Edward Doisyt. 1930-tól kezdve az egyetem biokémiai tanszékén dolgozott, előbb mint Privatdozent, majd tanári kvalifikációt is szerzett; ezenkívül ő volt a szerves és szervetlen kémiai laboratóriumok vezetője. A laboratóriumban ekkor sikerült kristályosítania a férfi nemi hormon androszteront és igazolta, hogy a terhesség alatt szekretált női hormon, az ösztriol valóban létezik. Az ösztriolt korábban G. F. Merrian fedezte fel, de más kutatóknak addig nem sikerült alátámasztaniuk a hormon létét.
1933-tól 1936-ig a Danzigi Műszaki Főiskola professzora és a szerves kémiai intézet vezetője volt. Butenandt 1933 novemberében aláírta a német tudósok hűségnyilatkozatát Adolf Hitlerhez, és amikor 1935-ben az amerikai Harvard Egyetem meghívta, a náci párt nyomására visszautasította. 1936. május 1-én belépett az NSDAP-ba.  

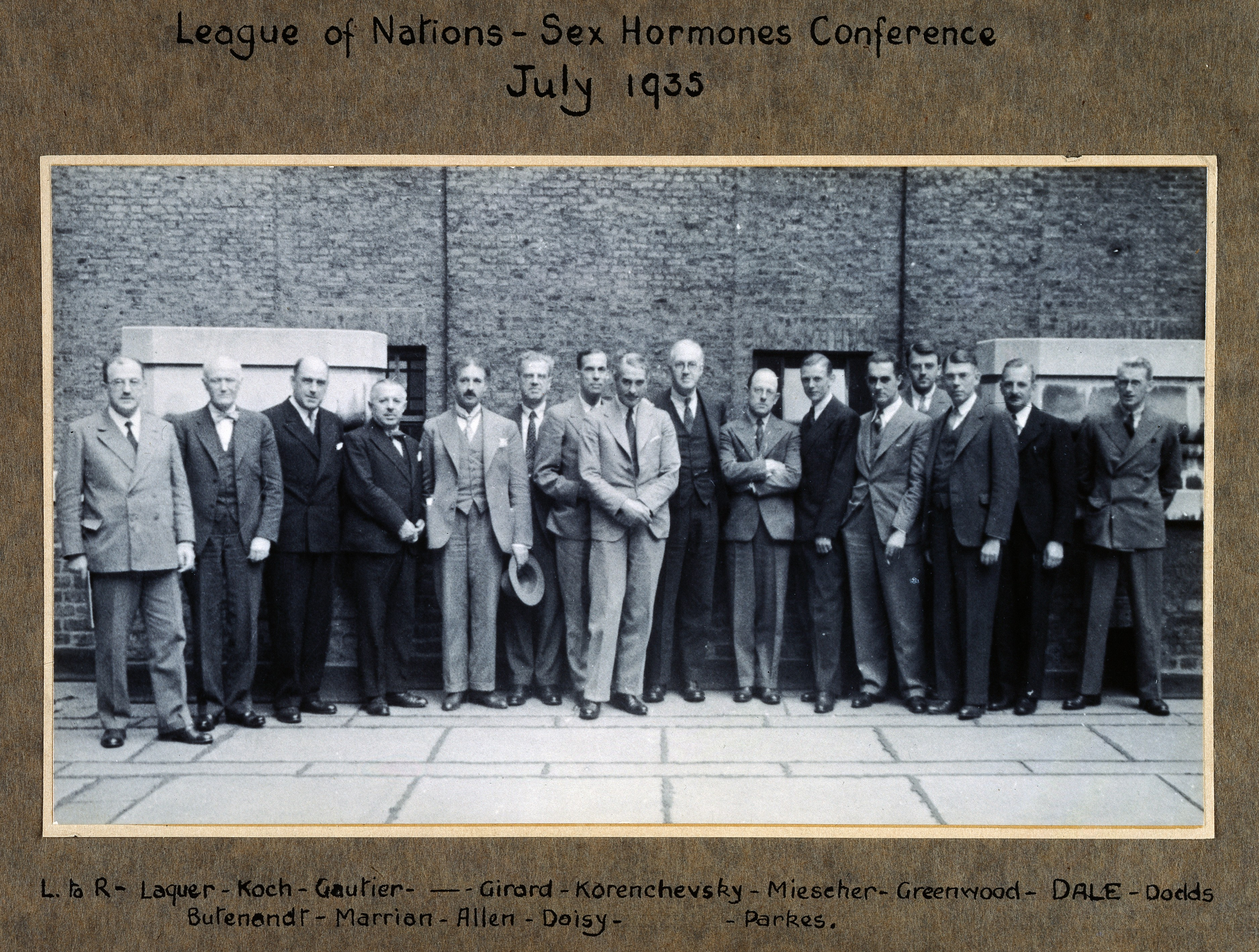
Egy 1935-ös nemi hormon konferencia résztvevői. Butenandt jobbról a hatodik

1934-ben sikeresen izolálta a progeszteront, 1939-ben pedig a tesztoszteront is. Tanulmányozta a hasonló szerkezetű női és férfi nemi hormonok hatáskülönbségének okát, valamint a hormonok karcinogén hatását.
1936-tól Butenandt a berlini Humboldt Egyetem professzora és a Max Planck Biokémiai Intézet vezetője lett. Az 1930-as évek végén és a 40-es évek elején a gének hatásaival foglalkozott. Azt tanulmányozta, hogy egyes mutáns lepkékben hogyan változik meg a szem színe. Sikeresen izolálta a színváltásért felelős vegyületet, a triptofán aminosav egy származékát, a kinurént. Megállapítása, miszerint a gének úgy hatnak, hogy a triptofánt kinurénné oxidáló enzimrendszert hoznak létre, jóval megelőzte az amerikai George Beadle "egy gén egy enzim" elméletét.
A biokémiai intézet a második világháború alatt a pilóták vérének oxigénfelvételével foglalkozott, és ehhez koncentrációs táborokból szerzett vérmintákat. Igazgatóként feltehetőleg tudott a minták eredetéről. 1944-ben a Berlint érő bombázások miatt az intézetet Tübingenbe költöztették, itt érte Butenandtot a háború vége. A Tübingeni Egyetemen tanított tovább, és a rovarok hormonjait kezdte kutatni. Mivel selyemhernyókhoz tudott legnagyobb mennyiségben hozzájutni, ezeket a hormonokat tanulmányozta. Mintegy 500 kg-nyi hernyóból sikerült izolálnia előbb a vedlést szabályozó szteroidhormont, az ekdizont, majd 1959-ben az akkor ismert első feromont, a bombikolt. 1956-tól a Müncheni Egyetem professzora volt, 1960-tól pedig 1972-es nyugdíjba vonulásáig a müncheni Max Planck Társaság igazgatója.

## Díjai
1939-ben a Nobel-díj Bizottság Adolf Butenandtnak és Leopold Ružičkának ítélte a kémiai Nobel-díjat. Butenandt a náci párt nyomására visszautasította a díjat, ugyanis Hitler 1935-ben megneheztelt a Bizottságra, amiért az a náciellenes Carl von Ossietzkyt Nobel-békedíjjal jutalmazta. Butenandt végül 1949-ben vehette át a díját. Élete során számos egyéb díjban és kitüntetésben is részesült és több egyetem díszdoktorává avatta:
- 1942: Háborús Érdemkereszt
- 1953: Paul Ehrlich és Ludwig Darmstaedter-díj
- 1959: Német Szövetségi Köztársasági Érdemrend nagykeresztje csillaggal (1959) és vállszalaggal (1964)
- 1961: A Német Zsírkutató Társaság Wilhelm-Normann érme
- 1962: Bajor Érdemrend
- 1962: Pour le Mérite
- 1964: Osztrák Tudományos és Művészeti Érdemrend
- 1969: Francia Becsületrend parancsnoki fokozata
- 1972: Akadémiai Pálmarend
- 1973: a Max Planck Társaság Harnack-érme
- 1981: Bajor Miksa-rend a Tudományért és Művészetért
- 1994: az Osztrák Köztársasági Érdemrend aranyfokozata

Halála után a Müncheni Egyetem róla nevezte el molekuláris biológiai intézetét.

## Családja
1931-ben vette feleségül asszisztensét, Erika von Ziegnert. Két fiuk (Eckart és Otfrid) és öt lányuk (Anke, Heide, Imme, Ina, Maike) született.
Adolf Butenandt 1995. január 18-án halt meg Münchenben, 91 éves korában.